# Душан Николић Стаја
Душан Николић Стаја (Београд, 23. јануар 1953 — Београд, 15. децембар 2018) био је југословенски и српски фудбалер и тренер.

## Каријера
Николић је играо на позицији играча средине терена, каријеру је започео у Црвеној звезди, где је играо за млађе категорије, све до првог тима. За Црвену звезду одиграо је 307 незваничних, односно 129 званичних утакмица и постигао пет голова, освојио три шампионске титуле трофеја Супершампиона Југославије и Куп лигаша 1973. године.
Након Црвене звезде, играо је за Болтон вондерерсе у периоду од 1980—1982, за који је одиграо 22 утакмице, а постигао 2 гола. Током 1982. године играо је за македонски Тетекс на три утакмице, а фудбалску каријеру завршио у ОФК Београду, за који је одиграо 16 утакмица и постигао један гол у периоду од 1982—1983. године.
Био је део репрезентације Југославије, одиграо 32 меча за омладинску, а 22 за младу репрезентацију. За А репрезентацију Југославије одиграо је четири меча и постигао један гол.
Након завршетка каријере, завршио је Вишу тренерску школу и предводио неколико клубова из Друге и Српске лиге у фудбалу.
Преминуо је 15. децембра 2018. године у Београду након дуге и тешке болести.